# 布萊克沃爾夫鎮區 (堪薩斯州埃爾斯沃思縣)
布萊克沃爾夫鎮區（英語：Black Wolf Township）為美國堪薩斯州埃爾斯沃思縣轄下的鎮區。2010年美国人口普查中此鎮區人口有79人。

## 地理
布萊克沃爾夫鎮區涵蓋總面積為94.4平方（36.44平方英里），其中陸地面積為94.3平方（36.41平方英里），水域面積為0.078平方（0.03平方英里）或0.08%。海拔高度468（1,535英尺）。

## 人口統計
根據2010年美國人口普查，布萊克沃爾夫鎮區人口有79人，其中男性有46人，女性有33人，人口密度為每平方公里0.84人，住房計44戶。鎮區內的白人有79人，非裔美國人有0人，美洲原住民有0人，亞裔美國人有0人，太平洋島裔美國人有0人，其他種族有0人，混血種族則有0人。此外鎮區內有0人為西班牙裔或拉丁裔美國人。此鎮區之年齡中位數為54.6歲，而男性年齡中位數為54.5歲，女性年齡中位數為54.8歲。